# Lubosiejewka

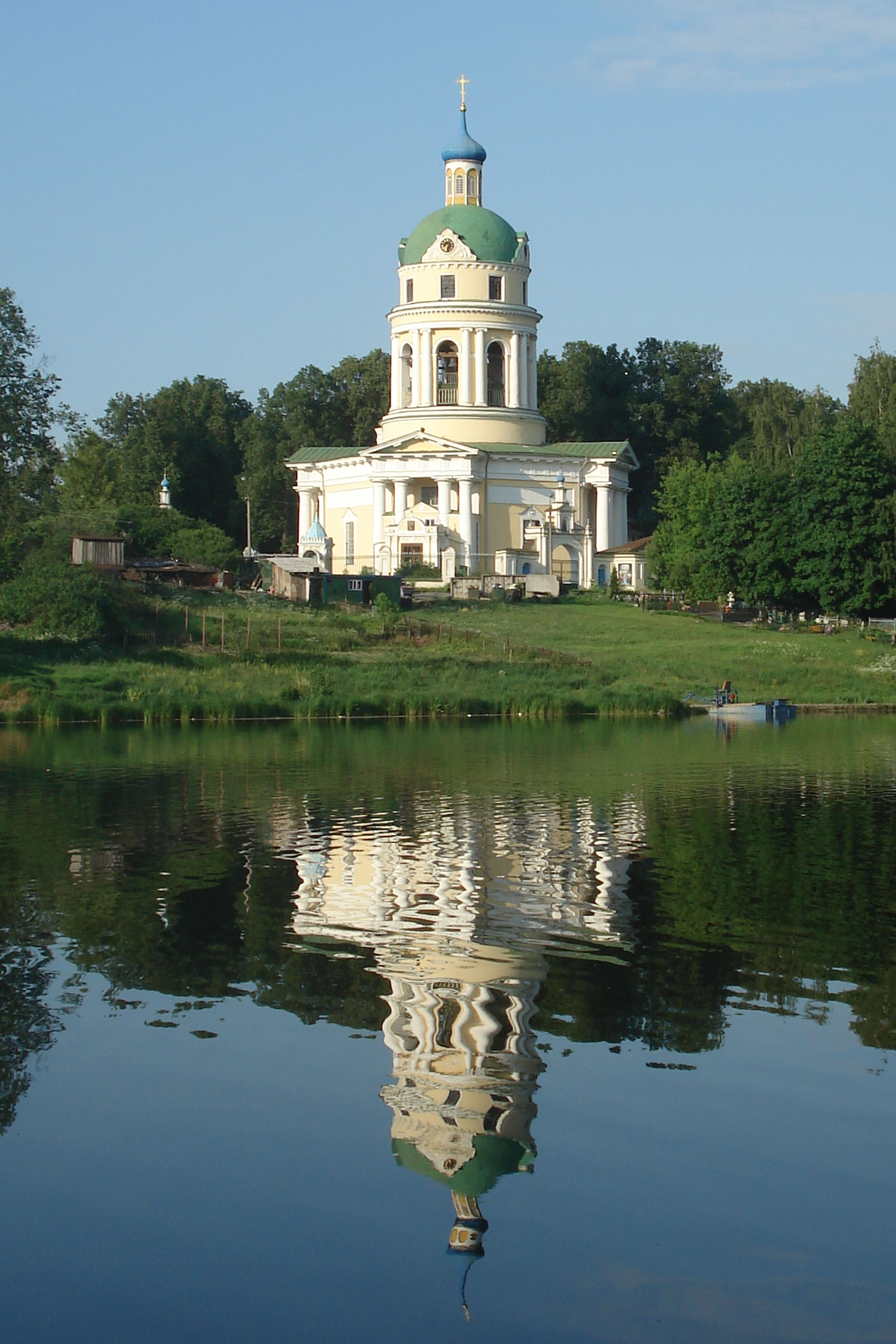
Kościół św. Mikołaja z 1823 r. w Griebniewie niedaleko Friazina, na brzegu Stawu Barskiego utworzonego przez Lubosiejewkę

Lubosiejewka (ros. Любосеевка) – rzeka w Rosji, w obwodzie moskiewskim. Prawobrzeżny dopływ Worii (lewego dopływu Klaźmy). Źródła rzeki znajdują się w pobliżu miasta Friazino, a do Worii uchodzi koło wsi Miednoje-Własowo. Długość – 15 km.
Lubosiejewka jest spiętrzona w kilku miejscach. Największym zbiornikiem są Stawy Barskie w pobliżu Friazina. Majątek Griebniewo, w tym Stawy Barskie, został kupiony w 1913 roku przez Teodora Hryniewskiego, rosyjskiego i polskiego lekarza i działacza społecznego. Hryniewski zorganizował w Griebniewie sanatorium.